# Paragraf 9
Paragraf 9 är en svensk TV-serie i åtta delar från 2003. Kjell Sundvall och Harald Hamrell regisserade fyra avsnitt var och i rollerna ses bland andra Johanna Sällström, Samuel Fröler och Karin Bjurström.

## Rollista
- Johanna Sällström – Caroline Westander
- Samuel Fröler – Markus Fridman
- Karin Bjurström – Boel Hallin
- Allan Svensson – Gunnar Ricklöf
- Thomas Hedengran – Stefan Malm (8 episodes, 2003)
- Magnus von Platen – Joakim Larsson
- Peter Haber – Åke Antonsson
- Magnus Eriksson – ordföranden
- Eva-Lena Björkman – ordföranden
- Annika Brunsten – Lena Spångberg
- Ulrika Hansson – Lisa Malmros
- Shebly Niavarani – Andreas Schönstedt
- Jeanette Holmgren – Maud Rosén
- Filip Alexandersson – Ulf Karlsson
- Per Ragnar – Rune Johansson
- Matti Berenett – Torkel Blidberg
- Hassan Brijany – Sabri el Sahidi
- Nina Gunke – Christina Moberg
- Karin Lithman – Cissi Lindwall
- Armand Mirpour – Tobias
- Jan Mybrand – Henrik Persson
- Mattias Silvell – Jonathan Karlsson
- Georgi Staykov – Simon Miller
- Steve Aalam – Maher el Sahidi
- Lia Boysen – Ylva Glanzelius
- David Dencik – David Hjelm
- Theodor Hoffsten – Alex
- Viveca Jedholm – Stina Persson
- Victor Lopez – Albert Buneci
- Anne-Li Norberg – Anna-Karin Norberg
- André Sjöberg – Erik Mehlin
- Anwar Albayati – Faten el Sahidi
- Josephine Bornebusch – Annika
- Felix Engström – Conny Richardsson
- Fredrik Hammar – dataläraren
- Lakke Magnusson – Petrell
- Robert Sjöblom – Bosse Stenlund
- Rikard Svensson – Mattias
- Valerio Amico – kocken
- Joel Lundgren – Bojan
- Isabel Munshi – Yasmin el Sahidi
- Bengt Nilsson – Jens
- Tomas Tivemark – Per Johansson
- Kaj Ahlgren – Roger Grebke
- Kajsa Ernst – mamman
- Simon Manns – kioskbiträdet
- Linda Santiago – Martina
- Ingar Sigvardsdotter – Camilla (1 episode, 2003)
- Aleksandar Djordjevic – Janne
- Anna Lindholm – läraren
- Annika Ryberg Whittembury – receptionisten
- Gino Samil – grannen
- Göran Forsmark – man i rättssal
- Maria Norén – Charlotte
- Anna von Rosen – Mia
- Niklas Bengtsson – Calle
- Lars Dejert – Staffan
- Anton Wretling – Linus
- David Geborek-Lundberg – Petter

## Om serien
Serien sändes i åtta 45-minutersavsnitt i TV3 mellan den 2 november och 21 december 2003.